# Senado de Filipinas
El Senado de Filipinas (en filipino: Senado ng Pilipinas) es la cámara alta del Congreso de Filipinas. Está compuesto de veinticuatro senadores que son elegidos por un período de seis años, de los cuales la mitad se eligen cada tres.

## Historia
Desde 1907 a 1916 la Comisión Filipina encabezada por el Gobernador General se consideraba como la cámara alta del órgano legislativo colonial, aunque al mismo tiempo ejercía poderes ejecutivos.
El 29 de agosto de 1916, el Congreso de los EE.UU, aprobó la Ley Jones que creó el órgano bicameral filipino, en el que el Senado era considerado la cámara alta. El Senado fue abolido en 1935, por la ley Tydings-McDuffie que concedió a los filipinos el derecho a establecer su propia Constitución como camino para obtener su independencia. 
Se estableció un órgano unicameral llamado Asamblea Nacional de Filipinas, que no obstante restauró el Senado en 1940 si bien no pudo reunirse, debido a la invasión japonesa. A partir de 1945 hasta la declaración de la ley marcial de 1972, fue la cámara alta del órgano legislativo filipino. En aquel año, Ferdinand Marcos cerró el Congreso que no volvió a reunirse hasta la nueva Constitución de 1987.

## Composición y órganos
Hasta 1935 el Senado se componía de doce distritos electorales. Cada distrito lo componían varias provincias. Los senadores eran elegidos por el Gobernador General de la colonia. Cuando se restablece el Senado en 1941, los senadores son elegidos a nivel nacional.
El artículo VI, Sección 2 de la vigente Constitución Filipina de 1987, establece que el Senado se compondrá de veinticuatro senadores, elegidos por un cuerpo de electores cualificados, según disponga la ley. En realidad, la elección de los senadores se realiza por los líderes de los grandes grupos y coaliciones políticas, sobre la base de negociaciones entre bastidores.
Se considera al Senado como el terreno más apropiado para que se fogueen los futuros presidentes de Filipinas.
Son órganos del Senado, el Presidente, Secretario, Líder de la Mayoría y Líder de la Minoría.
- Datos: Q1418426
- Multimedia: Government of the Philippines / Q1418426